# Aloe rupestris
Aloe rupestris é uma espécie de liliopsida do gênero Aloe, pertencente à família Asphodelaceae.